# Discografia de Opus
Esta é uma página da discografia da banda Opus.

## Álbuns

### Álbuns de estúdio
| Título           | Detalhes do álbum                                                | Posições na parada | Posições na parada | Posições na parada | Certificações        |
| Título           | Detalhes do álbum                                                | AUT                | CAN                | EUA                | Certificações        |
| ---------------- | ---------------------------------------------------------------- | ------------------ | ------------------ | ------------------ | -------------------- |
| Daydreams        | - Lançamento: 1980 - Gravadora: Philips - Formatos: LP           | —                  | —                  | —                  |                      |
| Eleven           | - Lançamento: 1981 - Gravadora: RCA Victor - Formatos: LP        | 6                  | —                  | —                  |                      |
| The Opusition    | - Lançamento: 1982 - Gravadora: OK Musica - Formatos: LP         | 16                 | —                  | —                  |                      |
| Up and Down      | - Lançamento: 1984 - Gravadora: OK Musica - Formatos: LP, CD, K7 | 12                 | 51                 | 64                 | - Music Canada: Ouro |
| Solo             | - Lançamento: 1985 - Gravadora: Polydor - Formatos: LP, CD       | 8                  | —                  | —                  |                      |
| Opus             | - Lançamento: 1987 - Gravadora: Polydor - Formatos: LP           | 7                  | —                  | —                  |                      |
| Magical Touch    | - Lançamento: 1990 - Gravadora: Polydor - Formatos: LP, CD, K7   | 26                 | —                  | —                  |                      |
| Walkin' on Air   | - Lançamento: 1992 - Gravadora: Dino Music - Formatos: CD, K7    | 13                 | —                  | —                  |                      |
| Love God & Radio | - Lançamento: 1996 - Gravadora: Dino Music - Formatos: CD        | —                  | —                  | —                  |                      |
| The Beat Goes On | - Lançamento: 2004 - Gravadora: Home Base Records - Formatos: CD | —                  | —                  | —                  |                      |

### Álbuns ao vivo
| Título       | Detalhes do álbum                                                | Posições na parada | Posições na parada | Posições na parada | Posições na parada | Posições na parada |
| Título       | Detalhes do álbum                                                | ALE                | AUT                | NOR                | SUE                | SUI                |
| ------------ | ---------------------------------------------------------------- | ------------------ | ------------------ | ------------------ | ------------------ | ------------------ |
| Live Is Life | - Lançamento: 1984 - Gravadora: OK Musica - Formatos: LP, CD, K7 | 5                  | 1                  | 16                 | 37                 | 4                  |
| Jubilee      | - Lançamento: 1993 - Gravadora: Dino Music - Formatos: CD        | —                  | —                  | —                  | —                  | —                  |

## Singles
| Título                                                                                      | Ano  | Posições de pico nas paradas | Posições de pico nas paradas | Posições de pico nas paradas | Posições de pico nas paradas | Posições de pico nas paradas | Posições de pico nas paradas | Posições de pico nas paradas | Posições de pico nas paradas | Posições de pico nas paradas | Posições de pico nas paradas | Posições de pico nas paradas | Certificações              | Álbum                |
| Título                                                                                      | Ano  | ALE                          | AUT Top 40                   | AUT Ö3-Hitparade             | CAN                          | EUA                          | FRA                          | GBR                          | IRL                          | NOR                          | SUE                          | SUI                          | Certificações              | Álbum                |
| ------------------------------------------------------------------------------------------- | ---- | ---------------------------- | ---------------------------- | ---------------------------- | ---------------------------- | ---------------------------- | ---------------------------- | ---------------------------- | ---------------------------- | ---------------------------- | ---------------------------- | ---------------------------- | -------------------------- | -------------------- |
| "Eleven"                                                                                    | 1982 | —                            | —                            | 12                           | —                            | —                            | —                            | —                            | —                            | —                            | —                            | —                            |                            | Eleven               |
| "Flyin' High"                                                                               | 1982 | —                            | 5                            | 8                            | —                            | —                            | —                            | —                            | —                            | —                            | —                            | —                            |                            | Eleven               |
| "Best Thing"                                                                                | 1982 | —                            | —                            | 16                           | —                            | —                            | —                            | —                            | —                            | —                            | —                            | —                            |                            | The Opusition        |
| "The Opusition"                                                                             | 1983 | —                            | —                            | —                            | —                            | —                            | —                            | —                            | —                            | —                            | —                            | —                            |                            | The Opusition        |
| "Angie"                                                                                     | 1983 | —                            | —                            | 18                           | —                            | —                            | —                            | —                            | —                            | —                            | —                            | —                            |                            | The Opusition        |
| "Positive"                                                                                  | 1984 | —                            | —                            | —                            | —                            | —                            | —                            | —                            | —                            | —                            | —                            | —                            |                            | Up and Down          |
| "Live Is Life" (ao vivo)                                                                    | 1984 | 1                            | 1                            | 1                            | 7                            | 32                           | 1                            | 6                            | 4                            | 2                            | 1                            | 2                            | - Music Canada: 2× Platina | Live Is Life         |
| "Flyin' High" (ao vivo)                                                                     | 1985 | 37                           | —                            | —                            | —                            | —                            | —                            | —                            | —                            | —                            | —                            | 5                            |                            | Live Is Life         |
| "Rock on the Rocks"                                                                         | 1985 | —                            | —                            | 21                           | —                            | —                            | —                            | —                            | —                            | —                            | —                            | —                            |                            | Solo                 |
| "Idolater"                                                                                  | 1986 | —                            | —                            | 24                           | —                            | —                            | —                            | —                            | —                            | —                            | —                            | —                            |                            | Solo                 |
| "Whiteland"                                                                                 | 1987 | —                            | 3                            | 2                            | —                            | —                            | —                            | —                            | —                            | —                            | —                            | —                            |                            | Opus                 |
| "Faster and Faster"                                                                         | 1988 | —                            | 12                           | 2                            | —                            | —                            | —                            | —                            | —                            | —                            | —                            | —                            |                            | Opus                 |
| "Will You Ever Know"                                                                        | 1988 | —                            | —                            | 24                           | —                            | —                            | —                            | —                            | —                            | —                            | —                            | —                            |                            | Opus                 |
| "You Can Count on Me" (ao vivo)                                                             | 2010 | —                            | —                            | —                            | —                            | —                            | —                            | —                            | —                            | —                            | —                            | —                            |                            | Tonight at the Opera |
| "—" denota uma gravação que não entrou na parada ou que não foi lançada naquele território. |      |                              |                              |                              |                              |                              |                              |                              |                              |                              |                              |                              |                            |                      |